# Koke
Jorge Resurrección Merodio, poznatiji kao Koke, (Madrid, 8. siječnja 1992.) španjolski je nogometaš koji igra na poziciji veznog igrača. Trenutačno igra za Atlético Madrid.

## Klupska karijera

### Atlético Madrid
Kao osmogodišnjak postao je član akademije Atlético Madrida. Za klub je debitirao 19. rujna 2009. u utakmici u kojoj je Barcelona pobijedila Atlético 5:2. Svoj prvi gol za klub postigao je 26. veljače 2011. protiv Seville (2:2). Nastupao je 13 puta u UEFA Europskoj ligi 2011./12., uključujući finalnu utakmicu tog natjecanja u kojoj je Atlético dobio Athletic Bilbao 3:0. Dana 31. kolovoza 2012. nastupao je u utakmici UEFA Superkupa u kojoj je njegov klub pobijedio Chelsea 1:4. Dana 17. svibnja 2013. s Atléticom je osvojio Copa del Rey, pobijedivši Real Madrid 2:1 u produžetcima. U listopadu 2013. osvojio je nagradu za najboljeg igrača mjeseca u La Ligi, dok je tadašnji trener Atlética, Diego Simeone, osvojio trenersku ekvivalentu nagrade. U utakmici protiv Barcelone (1:0) odigrane 9. travnja 2014., postigao je svoj prvi gol u UEFA Ligi prvaka. Tim je golom Atlético izborio svoje prvo polufinale u ovom natjecanju od sezone 1973./74. S Atléticom je u sezoni 2013./14. osvojio prvu ligašku titulu nakon 18 godina. U ligi je te sezone postigao 14 asistencija. Ispred njega po broju asistencija bio je samo Ángel Di María koji je postigao 17 asistencija. U travnju 2016. ponovno je imenovan najboljim igračem mjeseca La Lige. S Atléticom je u sezoni 2017./18. drugi put u karijeri osvojio UEFA Europsku ligu, pobijedivši Marseille 0:3 u finalu. Dana 15. kolovoza 2018. drugi je put u karijeri osvojio UEFA Superkup, pobijedivši madridski Real 2:4. U utakmici protiv Huesce (3:0) odigrane 20. siječnja 2019., u kojoj je postigao jedan gol i asistenciju, Koke je postao najmlađi igrač koji je ostvario svoj 400. nastup za klub. Tijekom ljeta klupski kapetan Diego Godín prešao je u Inter Milan te je Koke imenovan novim klupskim kapetanom.  Utakmicom odigrane 23. lipnja 2020. protiv Levantea kojeg je Atlético dobio s minimalnih 0:1, Koke je postao najmlađi igrač koji je ostvario svoj 450. nastup za klub. Dana 12. svibnja 2021. u utakmici u kojoj je njegov klub pobijedio Real Sociedad 2:1, Koke je ostvario svoj 500. nastup za klub, postignuće koje je prije njega ostvario samo Adelardo Rodríguez. S klubom je u sezoni 2020./21. ponovno osvojio La Ligu.

## Reprezentativna karijera
Tijekom svoje karijere igrao je za selekcije Španjolske do 16, 17, 19, 20, 21 i 23 godine. Sa selekcijom do 17 godina osvojio je broncu na Svjetskom prvenstvu 2009., sa selekcijom do 19 godina srebro na Europskom prvenstvu 2010. te je sa selekcijom do 21 godine osvojio zlato na Europskom prvenstvu 2013. Bio je član momčadi Španjolske na Olimpijskim igrama 2012. koja je ispala u grupnoj fazi. Za A selekciju Španjolske debitirao je 14. kolovoza 2013. u prijateljskoj utakmici u kojoj je Španjolska pobijedila Ekvador 2:0.

## Priznanja

### Individualna
- Član momčadi sezone La Lige: 2013./14.[26]
- Član momčadi sezone UEFA Lige prvaka: 2015./16.[27]
- Igrač mjeseca La Lige: listopad 2013.,[8] travanj 2016.[15]
- Član momčadi natjecanja Europskog prvenstva do 21 godine: 2013.[28]
- Član momčadi sezone UEFA Europske lige: 2017./18.[29]

### Klupska
- La Liga: 2013./14.,[30] 2020./21.[23]
- Copa del Rey: 2012./13.[31]
- Supercopa de España: 2013. (finalist),[32] 2014. (osvajač),[33] 2019./20. (finalist)
- UEFA Europska liga: 2011./12.,[34] 2017./18.[16]
- UEFA Superkup: 2012.,[6] 2018.[17]
- UEFA Liga prvaka: 2013./14. (finalist),[35] 2015./16. (finalist)[36]

### Reprezentativna
Španjolska do 17 godina
- Svjetsko prvenstvo do 17 godina: 2009. (3. mjesto)[37]

Španjolska do 19 godina
- Europsko prvenstvo do 19 godina: 2010. (finalist)[38]

Španjolska do 21 godine
- Europsko prvenstvo do 21 godine: 2013.[39]

## Vanjske poveznice
- Profil, BDFutbol  (engl.)
- Koke, National-Football-Teams.com ‎ (engl.)